# جزيرة جرا

## الموقع الجغرافي
تقع قرية جزيرة جرا (Jazeerat Gira) في الولاية الشمالية بمحلية الدبة  على الضفة الغربية لنهر النيل  وتقدر مساحتها بثلاثة كيلو ونصف تقريباً وتبعد عن مدينة الدبة بحوالي 12 كيلو متر ويحدها من ناحية الغرب مدينة الدبة ومن ناحية الشرق قوشابي أما من ناحية الجنوب قرية جرا وقرية دبة الفقرا ومن الناحية الشمالية قيزان كثيفة من الرمال وقرية أبكر وقرية أرقي وتصبح جزيرة فقط عندما يفيض النيل فيمتلئ الخور الفاصل بينها وبين دبة الفقرا بين شهري يوليو وأكتوبر من كل عام وتصبح الجزيرة معزولة عن القرى المجاورة ولكن بعد إنشاء سد مروي قل خطر النيل كثيراً عن الجزيرة ..

## الطبيعة الجغرافية والسكان:-
تنقسم جزيرة جرا إلى قسمين حسب التسمية فقط وهي الساب وتعني المؤخرة والكونج وتعني المقدمة وهي كلمات نوبية. ويفوق عدد سكانها 2000 نسمة تقريباً يمتهن أغلبهم الزراعة والتجارة ويتكون النسيج الإجتماعي من عدة قبائل من الشايقية، الجعليين، المحس، الدناقلة، البديرية، العبدلاب، الفونج، الرباطاب، الذين تزواجوا فيما بينهم وانصهروا حتى صاروا كالأسرة الواحدة. من العائلات الكبيرة التي ما تزال تسكن جزيرة جرا الخليفاب والرحماب والجبابير والخماجين والمقاودري والحشبيباب وغيرهم .

## المرافق الخدمية
في جزيرة جرا مرافق عامة تم إنشاؤها بالمجهود الشعبي وتكاتف الأهالي فيما بينهم وتتمثل تلك المرافق في مسجد، مدرسة لمرحلة الأساس، نقطة غيار ( شفخانة ) ، وعدد ( 3 ) زوايا لتعليم القرآن والمناسبات وهي زاوية الكنج وهي في مدخل البلد من الناحية الشرقية والتي كان بها تور أحمدون وزاوية النظيف وتقريباً في منتصف البلد وزاوية جديدة أُنشئت في مكان مسيد المشرف وتقع تقريبا في مدخل البلد من الناحية الغربية.

## السواقي
تبلغ عدد السواقي الزراعية في جزيرة جرا تقريباً ستة وعشرون ساقية أشهرها ساقية حريكة بالجهة الغربية من البلد وتحديداً في رأس الساب وكسبت شهرتها من فيضان العام العام 1988 الذي أثبت فيه أبناء وأهل جزيرة جرا وقفتهم الصامدة تجاة النيل الذي دمّر كثير من القرى والمدن وكانت جزيرة جرا قلعة صامدة وسط هدير المياه وتمت الإشادة بها وبسكانها في بعض الصحف في ذلك الزمان.

ومن الآثار التاريخية بالجزيرة قبر الشيخ عبد الله النصرى والشيخ العبيد والشيخ سوركتي وموقعهما في ساقية عباس وكذلك قبر الشيخ على منطالب وكان مدفوناً في موقع صلاة العيد ( سابقا ً) بساقية ابنعوف.

وككثير من القرى كان بالجزيرة مواقع منتديات يلتقون فيها الناس لكي يتسامروا ويقضوا حوائجهم ومن أشهرها قوز الضهيبة بت حمد ( الدهيبة ) وقوز الجامع ودومة عوض الله ابنعوف وتور احمدون ( مكان الحدادة ) الذي كان يأتون إليه الناس من القرى المجاورة لأجل الحدادة وإصلاح معداتهم الزراعية وكان احمدون يشتهر بالختان على الطريقة البلدية وكان رجل حلو اللسان والخلق يلتف حوله الناس ليقرضهم شيء من أشعاره وهذه الأماكن لها شيء في نفوس الناس إلى يومنا هذا.
وفي الجانب التعليمي كان الشيخ عثمان صديق والشيخ ود إسماعيل والشيخ العلامة شيخنا الحسن عثمان ومن بعده ابنه أحمد شيخنا وكان للشيخ الحسن مسيد في الساب جوار منزل الشيخ عبد الرحمن أحمد صلاح يتوافد إليه طلاب العلم من القرى المجاورة ولقد تخرج على يديه تسعة وثلاثون إمام تفرقوا في بقاع السودان المختلفة رحمهم الله أجمعين.

## أشهر رجالات جزيرة جرا
برز في مجال التعليم البروفيسور محمد عبد الرحمن على سهوة والدكتور علي أبو القاسم محمد المشرف شقيق محمد عثمان أبو القاسم والبرفيسور فتحي محمد خليفة ( فتحي غندور ) والروف محمد عثمان محمد أبعوف دكتوراه في علم الغابات وأستاذ بجامعة السودان كلية الغابات والدكاترة عبد الله محمد عثمان طه الولي والدكتور ميرغني عثمان ابنعوف والدكتور محمد بكري .البروفيسور حمزة أحمد محمد توله مدير مجلس المهن الطبية المساعدة والفنية ومحاضر بجامعة السودان، الشيخ عبد الرحمن أحمد صلاح شيخ القرية والحاج عبد الغني حسن خليفة وحاج الولي وصديق صديق وعثمان عبد الله الحسن وعباس عبد الرحيم وهناك رجال عملوا الكثير في صمت من أجل هذه الجزيرة موزعون في كل مدن السودان منهم من قضى نحبه ومنهم من هو على قيد الحياة.
ومنهم أولاد الحاج على محمد بخيت محي الدين على محمد الخبير الوطني بوزارة الزراعة والمنسق القومى للأرز ومحمد علي محمد مدير التأمينات بالخطوط البحرية السودانية والخبير الإقتصادي المقيم الآن بأوروبا في بلجيكا .

## الحياة الرياضية
أما في الجانب الرياضي فمثل أبناء المنطقة في هذا الجانب خير تمثيل ففي منشط السباحة نجد السباح خالد أحمد سالم وفي منشط كرة القدم أبناء الأمين محمد الأمين محمد، على، صلاح وأبناء احمد الشيخ أسامة، الشيخ، أمجد وكذلك صلاح محمد بخيت لاعباً ومدرباً وطلال حسن عثمان وعادل عثمان حسن وطلعت السر وأشرف خليفة، والنصرى السر محمد السيد ومازن ميرغني محمد السيد وخالد محمد فضل المولى وهاني بخيت وإسماعيل ميرغني محمد عثمان وأولاد حسن صالح من جرا غرب وأمهم سعاد عثمان حسن خليفة من ودمدني والكثير .

## الحياة الفنية
أما في الجانب الفني فبرز محي الدين عبد الجليل المشهور بالكلس أو محي الدين كوبيقة وكان يمتاز بمهارته في عزف الطنبور على إيقاع الجابودي والدليب وكذلك أحمد أحمدون.